# Friedrich-Werner von der Schulenburg
Friedrich-Werner Erdmann Matthias Johann Bernhard Erich Graf von der Schulenburg (Kemberg, 20 november 1875 - Berlijn, 10 november 1944), was een Duits diplomaat die betrokken was bij het complot van 20 juli 1944.

## Levensloop

### Achtergrond en opleiding
Friedrich-Werner Graf von der Schulenburg was de zoon van luitenant-kolonel Bernhard Graf von der Schulenburg (1839-1902) en behoorde tot de 'XXe generatie' van de Weiße Linie van het geslacht von der Schulenburg. In 1894 deed hij eindexamen aan het Wilhelm-Gymnasium in Brunswijk (Braunschweig). Tot 1895 diende hij voor één jaar als vrijwilliger in het 9de Regiment van Potsdam. Vervolgens studeerde hij rechtsgeleerdheid in Lausanne, München en Berlijn en behaalde in 1900 ook de graad van doctor in de rechten. Het jaar daarop trad hij in diplomatieke dienst. Overigens was hij ook Ridder van Justitie in de Orde van Sint-Jan.

### Diplomatieke carrière
Hij werd in 1903 vice-consul te Barcelona; hierna was hij werkzaam op de Duitse consulaten te Lemberg, Praag, Warschau en - sinds 1911 - in Tbilisi.
Von der Schulenburg nam tijdens het uitbreken van de Eerste Wereldoorlog (1914) dienst in het Duitse leger. Na de Eerste Slag bij de Marne (september 1914) werd hij in oktober 1914 bevorderd tot kapitein en commandant van een artillerie batterij. In 1915 werd hij aangesteld als verbindingsofficier tussen het Duitse en het Osmaanse leger aan het Armeense front. In 1916 werd hij benoemd tot commandant van het Georgische Legioen, een Duitse eenheid die tegen de Russen streed. Hij werd onderscheiden met het IJzeren Kruis en hoge Turkse onderscheidingen. In 1917 kwam er aan het Georgische Legioen een einde.

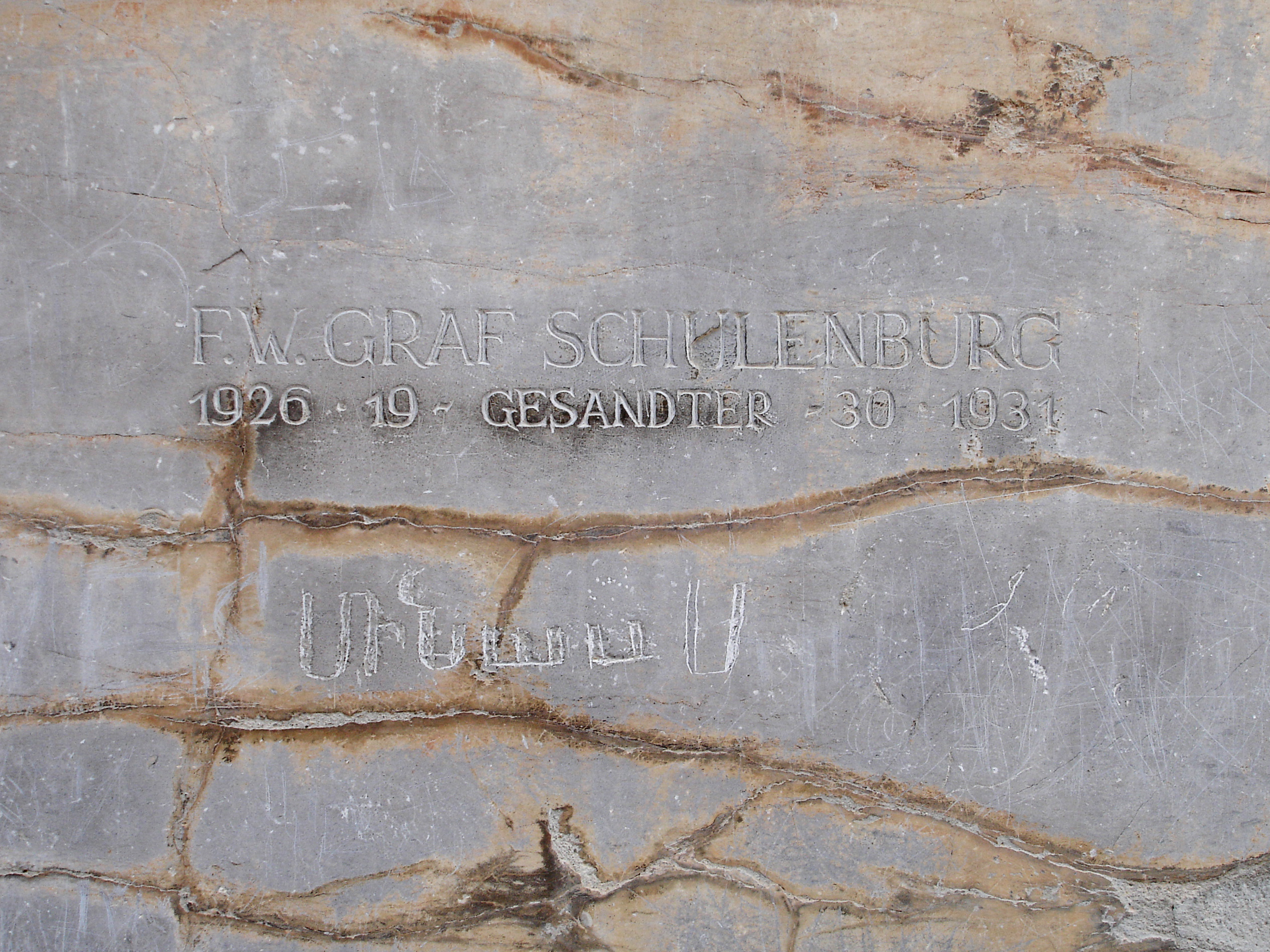
Toen hij gezant in Iran was, bezocht Schulenburg de oude Perzische hoofdstad Persepolis en werd een gedenkplaat geplaatst

In 1917 trad Von der Schulenburg weer in diplomatieke dienst. Hij werd consul in Beiroet (1917) en daarna in Damascus. In 1918 werd hij benoemd tot Duitse gezant in de Democratische Republiek Georgië. Toen later dat jaar het Duitse Keizerrijk ten einde kwam, werd Von der Schulenburg door de Britten in Prinkipo (Büyül Aya) geïnterneerd. In 1919 keerde hij naar Duitsland terug.
Tijdens de Weimarrepubliek (1918-1933) zette Von der Schulenburg zijn diplomatieke carrière voort. Van 1922 tot 1931 was hij gezant van Duitsland in Teheran en van 1931 tot 1934 gezant in Boekarest.

### Gezant in deSovjet-Unie
Von der Schulenburg sloot zich in 1934 aan bij de NSDAP (Nationalsozialistische Deutsche Arbeiterpartei) en de Nationalsozialistische Volkswohlfahrt (nationaalsocialistische hulporganisatie). In hetzelfde jaar werd hij benoemd tot gezant van nazi-Duitsland in Moskou. In die functie zette hij zich in voor goede betrekkingen tussen beide landen. In 1939 was hij betrokken bij de onderhandelingen die leidde tot het Duits-Sovjet-Russisch Niet-aanvalsverdrag (24 augustus 1939).
Tijdens de Russische inval in Polen, zorgde Von der Schulenburg - als deken van het corps diplomatique - ervoor dat Poolse diplomaten de Sovjet-Unie konden verlaten. Dit ondanks het feit dat Duitsland ook in oorlog was met Polen.
Hij was zeer verbolgen over Hitlers voornemen om de Sovjet-Unie binnen te vallen. Daags voor de inval gaf de rijksminister van Buitenlandse Zaken Joachim von Ribbentrop gezant Von der Schulenburg de opdracht om het Kremlin een lijst van Duitse grieven te overhandigen. Toen deze de lijst aan Vjatsjeslav Molotov, de minister van Buitenlandse Zaken van de Sovjet-Unie, overhandigde, verbaasde hij zich erover dat de regering van de Sovjet-Unie de ernst van de situatie niet inzag. Persoonlijk vond hij Hitlers beslissing om de Sovjet-Unie aan te vallen "gestoord".
Op 22 juni 1941 viel nazi-Duitsland de Sovjet-Unie binnen. Direct nadat Von der Schulenburg, twee uur na de Duitse inval, de oorlogsverklaring van nazi-Duitsland aan de Sovjet-Russische regering had overhandigd werd hij geïnterneerd. Na enige weken werd hij de grens met Turkije overgezet. Het rijksministerie van Buitenlandse Zaken benoemde hem hierop tot voorzitter van het Rusland Comité. Deze functie was echter zonder invloed.

### Verzetsstrijder
In de zomer van 1943 nam Von der Schulenburg contact op met Carl Friedrich Goerdeler, een van de kopstukken van het Duitse verzet tegen het nationaalsocialisme. Beiden bespraken de mogelijkheid voor een afzonderlijke vrede met de Sovjet-Unie na de val van Hitler. Generaal-Majoor Henning von Tresckow, een van de leiders van het militaire verzet tegen Hitler, wist te bereiken dat Von der Schulenburg na een geslaagde staatsgreep tegen de Führer over vrede zou gaan onderhandelen met de Sovjet-Unie. Von der Schulenburg was zelfs bereid om persoonlijk met Stalin te praten over een einde aan de oorlog. De samenzweerders hadden Von der Schulenburg in gedachte als rijksminister van Buitenlandse Zaken.
Na de mislukte aanslag op Hitler van 20 juli 1944 werd Von der Schulenburg gearresteerd. Tijdens zijn proces voor het Volksgerichtshof (Volksrechtbank) verklaarde Von der Schulenburg niet op de hoogte te zijn van een aanslag op Hitler. Op 23 oktober 1944 werd hij ter dood veroordeeld.
Op 10 november 1944 werd de 68-jarige Friedrich-Werner Graf von der Schulenburg op de binnenplaats van de gevangenis Plötzensee in Berlijn opgehangen.
Friedrich-Werner von der Schulenburg werd begraven op het Hoofdkerkhof van Brunswijk. Zijn graf maakt deel uit van een gedenkplaats voor hen die deelhadden aan het Complot van 20 juli 1944.

## Privé
Friedrich-Werner Graf von der Schulenburg was van 1908 tot 1910 getrouwd met Elisabeth von Sobbe (1875-1955) bij wie hij één dochter, Christa-Wernfriedis Gräfin von der Schulenburg, kreeg.
In de jaren 30 kocht Von der Schulenburg het kasteel Falkenberg dat hij liet opknappen en waar hij na zijn pensionering zijn oude dag wilde slijten. Wat hem derhalve niet bleek gegund. 